# La tija de l'orquídia
La tija de l'orquídia (original: La Chair de l'orchidée) és una pel·lícula de Patrice Chéreau estrenada el 1975, segons una novel·la de James Hadley Chase. Ha estat doblada al català

## Argument
Claire és la rica hereva d'un pare multimilionari que li ha deixat en morir tota la seva fortuna. La seva tia, senyora Basiter-Wegner vol apropiar-se d'aquesta fortuna. Aconsegueix fer-la tancar en un hospital psiquiàtric. Si vol recuperar el seu patrimoni, primer té l'obligación de recuperar l'equilibri mental. Claire s'escapa i, després d'un accident a la carretera, és recollida per dos homes, Louis Delarge, criador de cavalls, i Marcucci. La felicitat no els durarà massa, ja que la mort del protegit de Louis farà que dos assassins busquin la parella.

## Repartiment
- Charlotte Rampling: Claire
- Bruno Cremer: Louis Delage
- Edwige Feuillère: Senyora Bastier-Wagener
- Simone Signoret: Lady Vamos
- Alida Valli: la boja de l'estació
- Hans Christian Blech: Gyula Berekian
- François Simon: Joszef Berekian
- Hugues Quester: Marcucci
- Rémy Germain: Arnaud
- Roland Bertin: l'home de negocis
- Marcel Imhoff: el director de l'asil
- Pierre Asso: el doctor
- Marie-Louise Ebeli: la infermera de l'asil
- Ève Francis: la mare de Delage
- Luigi Zerbinati: Alcide
- Jenny Clève: l'assistent
- Günter Meisner: l'advocat
- Lucien Magnin: l'amo de l'hotel
- Robert Baillard: el jardiner
- Micheline Bona
- Jacques Sarthou
- François Viaur
- Eddy Roos
- Robert Nogaret
- Giampiero Fortebracchio